# Temes megye természetvédelmi területeinek listája
Temes megye természetvédelmi területeinek listája azokat a természetvédelmi területeket tartalmazza, amelyek a romániai Temes megyében találhatóak, és országos jelentőségűnek minősülnek az 5/2000 számú törvény értelmében.
| Kód       | Kép | Magyar elnevezés                                                  | Román elnevezés                    | Helység                           | IUCN- kategória | Típus        | Terület (ha) |
| --------- | --- | ----------------------------------------------------------------- | ---------------------------------- | --------------------------------- | --------------- | ------------ | ------------ |
| RONPA0752 |     | Csanádi Erdő Védterület (Maros-ártér Natúrpark)                   | Pădurea Cenad                      | Nagycsanád                        | IV              | erdővédelmi  | 279,20       |
| RONPA0753 |     | Pogányos völgy természetvédelmi terület                           | Lunca Pogănișului                  | Törökszákos község, Végvár község | IV              | botanikai    | 75,50        |
| RONPA0754 |     | Nagyszentpéteri Sisitak domb                                      | Movila Sisitak                     | Nagyszentpéter község             | IV              | botanikai    | 0,50         |
| RONPA0755 |     | Újbázosi arborétum                                                | Arboretumul Bazoș                  | Temesremete község                | IV              | erdővédelmi  | 60           |
| RONPA0756 |     | Radmanóci őslénytani lelőhely                                     | Locul fosilifer Rădmănești         | Barafalva község                  | IV              | őslénytani   | 4            |
| RONPA0757 |     | Kenézfalvi természeti madárrezervátum                             | Mlaștinile Satchinez               | Temeskenéz község                 | IV              | madártani    | 236          |
| RONPA0758 |     | Bisztra erdő                                                      | Pădurea Bistra                     | Győröd község                     | IV              | erdővédelmi  | 19,90        |
| RONPA0759 |     | Óbébai növény- és madárrezervátum                                 | Rezervația ornitologică Beba Veche | Porgány                           | IV              | madártani    | 2 187        |
| RONPA0760 |     | Temesmurányi természeti madárrezervátum                           | Mlaștinile Murani                  | Temesmurány                       | IV              | madártani    | 200          |
| RONPA0761 |     | Csanádi sziget (Maros-ártér Natúrpark)                            | Insula Mare Cenad                  | Nagycsanád                        | IV              | vegyes       | 3            |
| RONPA0762 |     | Egresi szigetek (Maros-ártér Natúrpark)                           | Insula Igriș                       | Nagyszentpéter község             | IV              | vegyes       | 3            |
| RONPA0763 |     | Torontáldinnyési szikes talajú terület - madár és talajrezervátum | Sărăturile Diniaș                  | Újpécs község                     | IV              | talajvédelmi | 4            |
| RONPA0764 |     | Facsád-Vadpataki nárcisz rezervátum                               | Pajiștea cu narcise Bătești        | Facsád                            | IV              | botanikai    | 20           |
| RONPA0765 |     | Szurdok-tó                                                        | Lacul Surduc                       | Ferde község                      | IV              | vegyes       | 362          |

## Fordítás
Ez a szócikk részben vagy egészben  a   Lista rezervaţiilor naturale din judeţul Timiș című román Wikipédia-szócikk ezen változatának fordításán alapul.  Az eredeti cikk szerkesztőit annak laptörténete sorolja fel. Ez a jelzés csupán a megfogalmazás eredetét és a szerzői jogokat jelzi, nem szolgál a cikkben szereplő információk forrásmegjelöléseként.